# 川上眉山

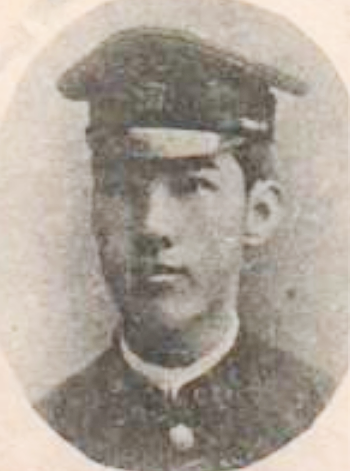
学生時代の川上眉山

川上 眉山（かわかみ びざん、1869年4月16日（明治2年3月5日）- 1908年（明治41年）6月15日）は、明治時代の小説家。大阪生まれ。本名亮、別号に煙波山人。美文で知られ、若くして人気作家となったが、40歳で自殺した。

## 略歴

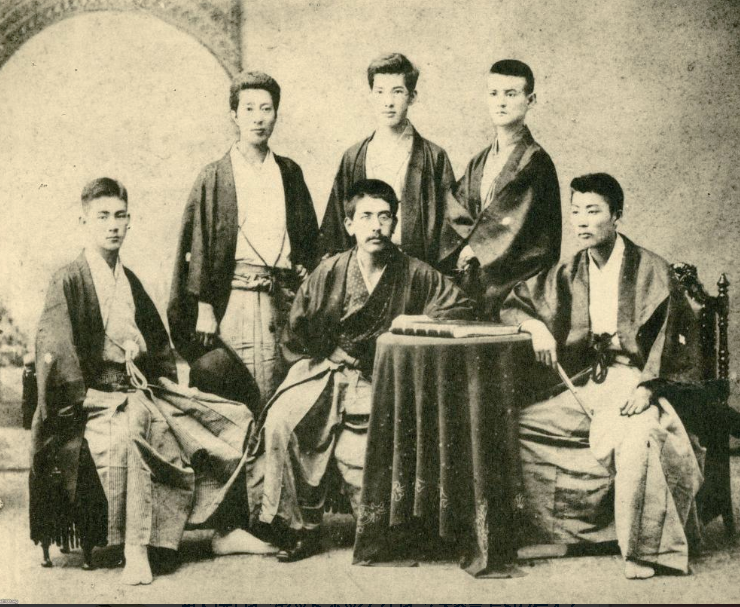
硯友社の仲間と。後列中央が眉山。1891年

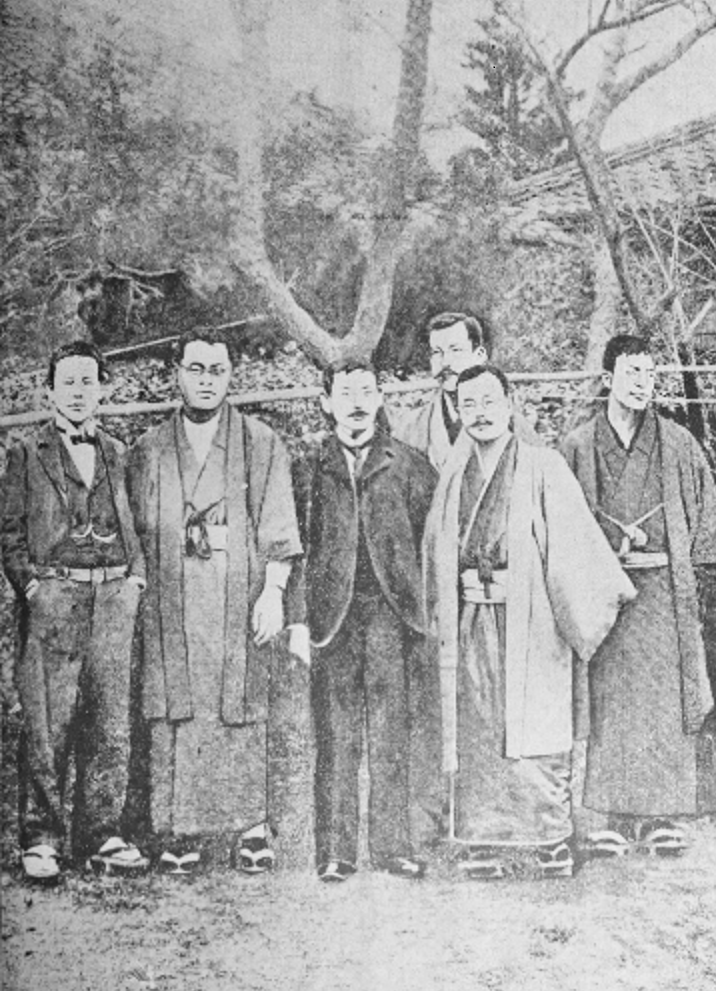
田山花袋邸にて。左から2人目が花袋、その右に国木田独歩、その右後ろに眉山。1901年

元幕臣・川上栄三郎の長男。栄三郎は下級の旗本で、彰義隊に加わったが敗れて大阪へ移り、士族・伊関秀三郎の長女・佐久子と結婚した。眉山はその独り子だが、田山花袋は眉山から、養子であり、7歳頃まで実の両親と各地を旅した記憶があると打ち明けられたという。
年少期に家族とともに大阪から上京し、父栄三郎は本郷区本郷春木町で筆墨商兼下宿屋を営んだ。東京府第一中学、進文学舎を経て、大学予備門で尾崎紅葉、山田美妙と知り合って、硯友社の創設に参加。1888年（明治21年）に『我楽多文庫』に処女作「魂胆秘事枕」掲載、その後は様々が戯文を掲載して呼び物の一つとなった。同年、文学に専念するため、石橋思案、尾崎紅葉に続いて帝国大学文科大学を中退。1890年（明治23年）「墨染桜」で注目される。博文館『日本之文華』に執筆、また尾崎に続いて『読売新聞』社友として活躍した。
その後は硯友社に距離を置いて『文学界』メンバーと交友する。社会の矛盾を題材として観念小説と呼ばれる「大盃」（『文芸倶楽部』1895年1月）、「書記官」（『太陽』1895年2月）、「うらおもて」（『国民之友』1895年8月）などを発表し、人気作家となる。1896年（明治29年）に父が借財を残して没し、その負担に悩まされ、家をたたんで江見水蔭宅に寄寓。放浪の旅に出て、三浦半島での様子を書いた「ふところ日記」（『読売新聞』1897年1月18日-3月8日、1901年9月刊）もその文章で高い評価を得た。しかし1895年に父が死去した後は、兄弟の生活などで苦労があったとされる。1900年に義母（父の後妻）が再婚し、経済的負担はやや減じた。酒癖が悪くなり、警察沙汰になって新聞種になったこともあった。
1903年に代表作となる『観音岩』を発表し、数年の文学的停滞を破り、同年、13歳下の里見鷲子と結婚して生活も軌道にのった。1905年に『観音岩』を『国民新聞』に連載（1906年4月5日前編、7月5日後編刊行）、厭世観の強い『ゆふだすき』（1906年）などを発表。1908年（明治41年）6月15日未明、文学的行きづまりにより剃刀で喉を切って自殺した。享年40。前日は幼い息子が遊ぶ様子を眺め、自殺の予兆はなかったという。数年前から、夢の中でバイロンの詩集の一部を翻訳したら翌朝机上のノートに書いてあったりと、不思議なことが起きていた。田山花袋は、眉山には精神的に不健全に陥るような傾向があったとする。通夜には石橋思案、巖谷小波、広津柳浪、江見水蔭などの作家が参列した。
『眉山全集』（1909年7月-10月、3巻、春陽堂。1909年7月-9月、4巻、博文館）が刊行された。

## 人物
恋仲を噂されたこともある樋口一葉によると、眉山は背が高く色白く、「女子の中にもこのように美しい人はいない」と述べている。大学予備門時代からの友人内田魯庵も、若い頃は色白のためいつも薄化粧をしているように見え、まぶしいほどの美貌で、男の目にもうっとりするほど美しかったと書いている。趣味は盆栽で、芝居などには行かなかった。着道楽でもあり、子供の衛生や玩具、食べ物にもうるさかった。1907年頃に門人育成のために春星会という例会をつくり、月に1度開催した。主な弟子に賀古残夢、山田旭南、岩田烏山、河村湘山、吉田鼓山、平井霞山、下村尾山、早舟眉幻、小野秀雄、菊池暁汀などがいる。

## 著書
- 蔦紅葉（春陽堂 1892年）
- 黒髪（春陽堂 1893年）
- 二枚袷（春陽堂 1893年）
- 柴車（春陽堂 1894年）
- 網代木（春陽堂 1896年）
- 大村少尉（春陽堂 1896年）
- 奥様（博文館 1897年）
- ふところ日記（新声社 1901年）
- 神出鬼没（青木嵩山堂 1902年）
- 青春怨（春陽堂 1903年）
- 美文良材（博多成象堂 1905年）
- 新体詩資料（博多成象堂 1906年）
- 観音岩（日高有倫堂 1906年 のち岩波文庫）
- 二重帯（左久良書房 1907年）
- 新家庭（今古堂 1907年-1908年）
- 眉山全集（春陽堂 1909年）
- 眉山美文集（臨川書店 1977年）
- 眉山全集（復刻 臨川書店 1977年）